# Jules Laurens
Jules Joseph Augustin Laurens, cunoscut în mod obișnuit ca Jules Laurens, (n. 25 iulie 1825, Carpentras, La CoVe⁠(d), Franța – d. 5 mai 1901, Saint-Didier, Provence-Alpes-Côte d'Azur, Franța) a fost un artist francez în desen, pictură și litografie, care este amintit mai ales pentru lucrările sale orientale.

## Viața timpurie
Provenind dintr-o familie de cinci persoane, la vârsta de 12 ani a plecat să locuiască cu fratele său, Jean-Joseph⁠(d) (1801–1890) la Montpellier, unde a urmat colegiul de artă al orașului, beneficiind de contactele artistice ale fratelui său. A continuat la Paris, studiind sub îndrumarea lui Paul Delaroche la École des Beaux-Arts, expunând pentru prima dată în 1840 și finalizându-și studiile în 1846.

## Carieră
Laurens a fost ales de geograful Xavier Hommaire de Hell⁠(d) să i se alăture într-o călătorie științifică extinsă în Turcia și Persia (1846-1848). În acest timp, Laurens a realizat peste o mie de desene ale site-urilor, costumelor și oamenilor pe care i-a întâlnit în călătoriile sale. Acestea au inclus multe portrete ale personalităților persane. Biografia sa „Nazar-Andaz” oferă o relatare despre moartea lui de Hell la Isfahan în august 1848. Datorită ambasadorului francez, Laurens a reușit să ajungă la Teheran de unde a trimis înapoi notițele lui de Hell împreună cu propriile sale desene. Sute dintre ele au fost prezentate în Atlas historique et scientifique, al patrulea volum din Voyage en Turquie et en Perse publicat de soția lui de Hell. Unele dintre litografiile lui Laurens au fost publicate în L'Illustration și Tour du Monde, ambele periodice populare, în timp ce originalele, împreună cu acuarelele sale timpurii, au fost date bibliotecii École des Beaux-Arts. Laurens a pictat, de asemenea, exemple de artă qajar în timp ce se afla în Persia, inclusiv Danseuse au tambourin.
Laurens și-a continuat cariera în Franța după ce s-a întors în 1849, expunând picturi și gravuri în aproape fiecare salon din 1850 până în 1891. De asemenea, a fost activ în cercurile literare unde a cunoscut multe vedete. La Légende des ateliers, publicată în ultimele sale zile, conține anecdote din călătoriile sale.

## Lucrări
- Les rochers de Vann, Muzeul d'Orsay
- Campagne de Téhéran, Avignon
- L'hiver en Perse, Bagnères
- Ruines de palais persan, Carpentras
- La mosquée bleue à Tauris, Montpellier
- Village fortifié dans le Khorassan, Toulon

Les rochers de Vann
La Mosquée bleue à Tauris
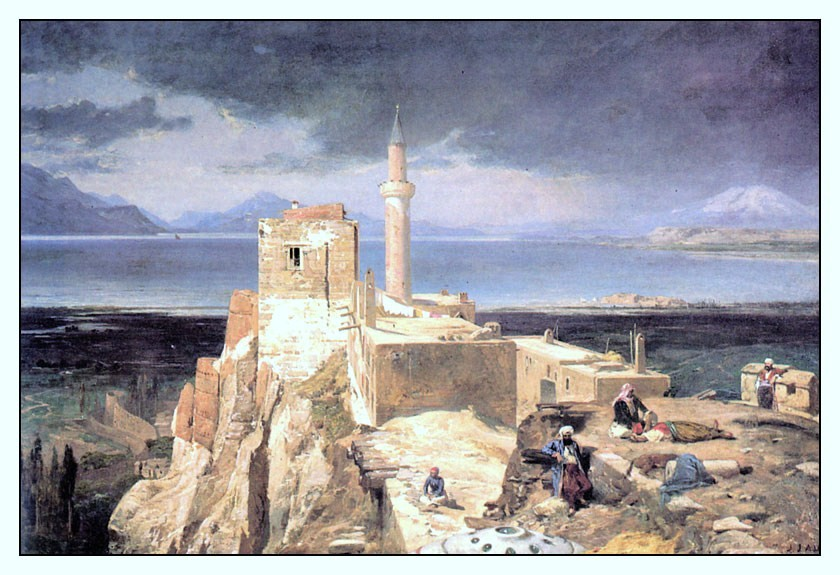
Lac et la forteresse de Van en Arménie
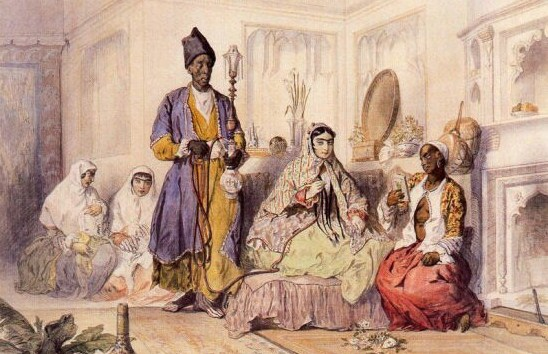
Dans un harem de Téhéran
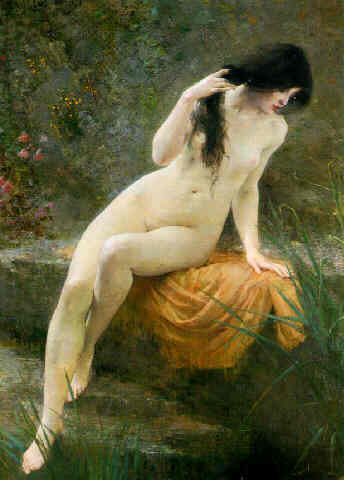
La Baigneuse